# Carcelia auripulvis
Carcelia auripulvis är en tvåvingeart som beskrevs av Chao, Zhao och Liang 2002. Carcelia auripulvis ingår i släktet Carcelia och familjen parasitflugor.
Artens utbredningsområde är Jilin (Kina). Inga underarter finns listade i Catalogue of Life.